# Action Man (2000)
Action Man is een Canadese computeranimatieserie uit 2000, gebaseerd op de Action Man-actiefiguren van Hasbro. Het is de tweede serie gebaseerd op deze actiefiguren. De serie telt 2 seizoenen met in totaal 27 afleveringen. De serie werd geproduceerd door Mainframe Entertainment.
In tegenstelling tot de vorige serie is de Action Man in deze serie meer gemodelleerd naar de actiefiguren uit de jaren 90; hij is geen militair maar een beoefenaar van extreme sporten.
De serie is in Nederland uitgezonden door Fox Kids.

## Plot
De serie draait om Alex Mann, alias Action Man. Hij neemt wereldwijd deel aan allerhande extreme sporten en wedstrijden samen met zijn team.
Op een dag ontwaakt bij Alex een speciale gave genaamd de AMP-factor, welke Alex bovenmenselijke vaardigheden geeft. Kort hierna zoekt de mysterieuze Dr. X contact met hem, en biedt aan hem te helpen deze gave verder te ontwikkelen. Alex slaat het aanbod af, maar zijn rivaal Brandon Caine gaat op Dr. X’ aanbod in om zijn lichaam te laten versterken.
In de loop van het eerste seizoen ontdekt Alex dat hij zijn krachten te danken heeft aan een experiment op de middelbare school, waar onder andere zijn coach Simon Grey bij betrokken was. Halverwege seizoen een onthuld Dr. X dat hij Brandon als gastlichaam wil gebruiken om zo weer jong en sterk te worden zodat hij zijn ware plan kan uitvoeren; de mensheid veranderen naar de sterkere Neo-mensheid. Hij slaagt in zijn opzet en richt samen met enkele andere superschurken de Raad van Verderf (Council of Doom) op.
In de rest van de serie vecht Alex met zijn team tegen Dr. X en zijn raad. In de climax van de serie verslaat hij de gehele raad van Verderf, en schiet Dr. X de ruimte in op een meteoriet.

## Personages

### Team Xtreme
Alex Mannde protagonist van de serie. Hij is een man van ergens in de 20, die zeer bedreven is in uiteenlopende extreme sporten en vechtsporten. Hij staat bekend als een van de beste sporters op dit gebied. Hij beschikt door een experiment over een gave genaamd de AMP-factor, welke wordt geactiveerd door adrenaline. Door deze gave kan Alex in een fractie van een seconde een situatie analyseren en een geschikte oplossing bedenken. Tevens kan hij zich voortbegen met bovenmenselijke reflexen en snelheid.
Desmond "Grinder" SinclairDe piloot en technisch expert van Team Extreme.
Fidget Wilsonde cameravrouw van Team Extreme, die al Alex’ stunts vastlegt.
Rikkie Syngh-Bainesde manager van Team Extreme. Hij is erg snel zenuwachtig.

### Raad van Verderf
Dr. Xeen mysterieuze wetenschapper die tijdens de Koude Oorlog samen met Simon Grey de AMP-factor heeft gemaakt als onderdeel van een project van de Amerikaanse Overheid. Hij is geobsedeerd door het versterken van de mensheid naar de in zijn ogen perfecte neo-mensheid, maar zijn methodes hiervoor zijn erg radicaal. Zo wil hij alle mensen die volgens hem te zwak zijn uitroeien. Bij aanvang van de serie is hij een oudere, deels invalide man, maar later in de serie steelt hij het lichaam van atleet Brandon Caine om weer jong te worden. Tevens voorziet hij dit lichaam van meerdere implantaten en hulpmiddelen, zoals een robotische arm.
Asazieen vrouwelijke terrorist, die door Dr. X wordt ingehuurd om Simon Grey te vermoorden. Later wordt ze lid van de Raad van Verderf.
Tempestoorspronkelijk een jong genie genaamd Templeton Storm, die door een ongeluk met elektriciteit de macht heeft gekregen om stroom op te wekken met zijn lichaam. Hij kan hiermee ook het weer beheersen.
Professor Gangreneeen gestoorde wetenschapper die zijn debuut maakt in seizoen 2. Hij is door zijn eigen experimenten veranderd in een mutant met de gave om gif te produceren uit zijn lichaam en planten te beheersen.
Quakeoorspronkelijk een dik, klein mannetje genaamd Sydney, die zijn debuut maakt in seizoen twee. Hij steelt een mechanisch pak van Dr. X, wat hem in staat stelt om aardbevingen op te wekken. Hij is zeer arrogant, en laat zich zelfs door Dr. X niet commanderen.

### Overig
Simon GreyAlex’ oude sportcoach van de middelbare school. Hij werkte samen met Dr. X aan de AMP-factor, en koos Alex uit als proefpersoon. Wanneer hij Dr. X’ intenties ontdekt, rekruteert hij Alex om dat te verhinderen. Hij wordt na seizoen 1 niet meer gezien.
Brandon CaineAlex’ grootste rivaal. Hij accepteert bij aanvang van de serie Dr. X’ aanbod om zijn lichaam door hem te laten versterken, niet wetende dat Dr. X dit puur doet omdat hij Brandons lichaam wil overnemen. Nadat Dr. X’ Brandons lichaam overneemt, komt Brandons geheugen per ongeluk terecht in een van Dr. X’ trilobugs (mechanische insecten). Alex slaagt erin deze trilobug te bemachtigen, waarna een kloon van Brandons lichaam wordt gemaakt zodat Brandon weer tot leven komt. Nadien verdwijnt Brandon uit de serie.
Nick MastersPresentator van een groot aantal extreme sportwedstrijden waar Alex en Brandon steevast aan meedoen. Hij heeft een erg hoge dunk van zichzelf.

## Cast
- Mark Hildreth - Alex Mann
- Michael Dobson - Desmond 'Grinder' Sinclair
- Peter Kelamis - Rikkie Syngh-Baines
- Tabitha St. Germain - Fidget Wilson
- Christopher Judge - Simon Grey
- Mackenzie Gray - Nick Masters
- Campbell Lane - Dr. X
- Andrew Francis - Tempest
- Janyse Jaud - Asazi
- Tyler Labine - Brandon Caine
- Venus Terzo - Agent Diana Zurvis

In de Nederlandstalige versie werd Alex ingesproken door Sander de Heer. Hero Muller was Dr. X.

## Afleveringen

### Seizoen 1
1. The Call to Action
2. Competitive Edge (1)
3. Building the Perfect Beast (2)
4. Grey Areas
5. Storm Front
6. Gremlin in the Gears
7. Double Vision
8. Into the Abyss
9. Out of the Shadows
10. Lost in the Funhouse
11. The Hereafter Factor
12. Cold War
13. Swarm (1)
14. Swarm (2)

### Seizoen 2
1. Green Thoughts
2. Thirst
3. Ground Zero
4. Tower of Power
5. Rumble (1)
6. Rumble (2)
7. Search and Destroy
8. The Triton Factor
9. Mann's Best Friend
10. Mann Hunt
11. Tangled Up in Green
12. Ultimate Doom (1)
13. Ultimate Doom (2)

## Prijzen en nominaties
- In 2001 won “Action Man” een Leo Award voor “beste geluid”, en werd genomineerd voor een in de categorie “Best Overall Sound in an Animation Program or Series”
- Eveneens in 2001 werd Action Man genomineerd voor een Gold Camera op het U.S. International Film and Video Festival.
- In 2002 won Action Man een Leo Award voor “Best Overall Sound in an Animation Program or Series”

## DVD
Alle dvd's zijn Nederlands gesproken, uitgebracht door Company of Kids en hebben een speelduur van tachtig minuten per dvd.
| Volume                           | Afleveringen                                   | Releasedatum |
| -------------------------------- | ---------------------------------------------- | ------------ |
| Deel 1 - Concurrentiekrachten    | afl. 01 t/m 04                                 | 2005         |
| Deel 2 - Robots In Het Radarwerk | afl. 05 t/m 08                                 | 2005         |
| Deel 3 - Verloren In Amusement   | afl. 09 t/m 12                                 | 2005         |
| 3-dvd-box                        | inhoud: Dvd 'deel 1' Dvd 'deel 2' Dvd 'deel 3' | ?            |